# Parti Paysan d'Union Sociale
De Parti Paysan d'Union Sociale PPUS, Nederlands: Boerenpartij van Sociale Eenheid, was een politieke partij in Frankrijk, die in 1945 door Paul Antier onder de naam Parti Paysan werd opgericht. Later werd de naam veranderd in Parti Paysan d'Union Sociale.
De Parti Paysan d'Union Sociale was een conservatieve partij die zich voor de agrarische in Frankrijk inzette. De partij ging op 15 februari 1951 in het Centre National des Indépendants CNI op, dat later het Centre National des Indépendants et Paysans werd. Antier verliet het CNI echter kort hierop en richtte opnieuw een boerenpartij op. Deze partij verdween van het politieke toneel en in 1953 probeerde Antier het weer.
Behalve Antier was ook Camille Laurens een van de voorlieden van de PPUS. Die bleef, nadat de PPUS in 1951 in het CNI op was gegaan, wel lid van die partij.